# 왜관공단역
왜관공단역(Waegwan Industrial Complex Station, 倭館工團驛)은 경상북도 칠곡군에 위치할 대경선 광역전철의 전철역이다.

## 연혁
- 미정 : 개통 예정

## 승강장
| ↑ 왜관   |
| \| １    |
| 서대구 ↓ |

| 2 | ● 대경선 | 경부선 | 사곡 · 구미 방면   |
| 1 | ● 대경선 | 경부선 | 동대구 · 경산 방면 |